# Brian Benning
Brian Anthony Benning (* 10. Juni 1966 in Edmonton, Alberta) ist ein ehemaliger kanadischer Eishockeyspieler, der im Verlauf seiner aktiven Karriere zwischen 1983 und 1995 unter anderem 618 Spiele für die St. Louis Blues, Los Angeles Kings, Philadelphia Flyers, Edmonton Oilers und Florida Panthers in der National Hockey League (NHL) auf der Position des Verteidigers bestritten hat. Sein Sohn Matt und sein älterer Bruder Jim sind bzw. waren ebenfalls professionelle Eishockeyspieler und in der NHL aktiv.

## Karriere
Benning begann seine Karriere als Eishockeyspieler bei den Portland Winter Hawks, für die er in der Saison 1983/84 in der Western Hockey League (WHL) spielte. Anschließend wurde er im NHL Entry Draft 1984 in der zweiten Runde als insgesamt 26. Spieler von den St. Louis Blues ausgewählt. Er begann die folgende Spielzeit jedoch bei den Kamloops Blazers aus der WHL, ehe er für St. Louis sein Debüt in der National Hockey League (NHL) gab, für die er bis Saisonende insgesamt vier Mal zum Einsatz kam.
Die Saison 1985/86 verbrachte Benning im kanadischen Eishockeyverband Hockey Canada, für dessen Auswahlmannschaft er die gesamte reguläre Spielzeit aktiv war. Anschließend lief er in sechs Spielen für die Blues in den Stanley-Cup-Playoffs 1986 auf. Nach drei weiteren Jahren in St. Louis wurde der Verteidiger Mitte November 1989 an die Los Angeles Kings im Tausch für deren Drittrunden-Wahlrecht im NHL Entry Draft 1991 abgegeben. Nach knapp zweieinhalb Jahren musste Benning die Kings wieder verlassen und wurde zusammen mit dem Erstrunden-Wahlrecht der Kings im NHL Entry Draft 1992 für Paul Coffey zu den Philadelphia Flyers transferiert. Nach nur einem Jahr in Philadelphia wurde Benning im Januar 1993 im Tausch für Greg Hawgood und Josef Beránek an die Edmonton Oilers abgegeben, die seinen Vertrag zum Ende der Saison 1992/93 nicht verlängerten. Im Juli 1993 wurde Benning schließlich als Free Agent von den neu gegründeten Florida Panthers verpflichtet, bei denen er im Sommer 1995 im Alter von 29 Jahren seine Karriere beendete.

### International
Für sein Heimatland Kanada nahm Benning an der Weltmeisterschaft 1993 in Deutschland teil und erreichte mit seiner Mannschaft den vierten Platz. Dazu steuerte er in acht Turniereinsätzen drei Scorerpunkte bei.

## Erfolge und Auszeichnungen
- 1987 NHL All-Rookie Team

## Karrierestatistik

### International
Vertrat Kanada bei:
- Weltmeisterschaft 1993

(Legende zur Spielerstatistik: Sp oder GP = absolvierte Spiele; T oder G = erzielte Tore; V oder A = erzielte Assists; Pkt oder Pts = erzielte Scorerpunkte; SM oder PIM = erhaltene Strafminuten; +/− = Plus/Minus-Bilanz; PP = erzielte Überzahltore; SH = erzielte Unterzahltore; GW = erzielte Siegtore; 1 Play-downs/Relegation; Kursiv: Statistik nicht vollständig)